# Al-Mustàmsik
Abu-s-Sabr Yaqub al-Mústamsik bi-L·lah —àrab: أبو الصبر يعقوب المستمسك بالله, Abū ṣ-Ṣabr Yaʿqūb al-Mustamsik bi-Llāh—, més conegut pel seu làqab com a al-Mústamsik, (?-1521), fou califa abbàssida del Caire (1498-1509 i 1516-1517), sota la tutela dels mamelucs d'Egipte.